# Winchester Modelo 1907
El Winchester Modelo 1907 es un fusil semiautomático accionado por retroceso, producido por la Winchester Repeating Arms Company a partir de 1907 y cesando su producción en 1957. Disparaba un cartucho de poder intermedio, a través de un sistema de operación semiautomática, alimentado por un cargador extraíble de 5, 10, o 15 cartuchos ubicado delante del guardamonte. Es muy parecido a una carabina M1 en lo que a tamaño y manejo respecta, aunque el Modelo 1907 es más pesado y dispara un cartucho con mayor poder de parada.
El único cartucho ofrecido por Winchester como estándar del Modelo 1907 fue el cartucho de percusión central .351 SL. La energía de este cartucho se aproxima a la carga propulsora original del .30-30 Winchester o del moderno .35 Remington a aproximadamente 68-91 metros.

## Variantes
Además del modelo estándar o de "acabado sencillo", se ofreció un modelo de lujo o con "acabado elegante", que tenía una culata con empuñadura de pistola, cuadrillados en el guardamanos y en la empuñadura. Los fusiles de acabado sencillo se ofrecieron en 1907 a un precio de lista de $ 28 (aproximadamente $ 730 en 2016). En 1935, Winchester ofreció una variante especial de "fusil de policía", que presenta un alza fija, armellas para la correa portafusil, botón del retén del cargador más grande, un cañón especial que mide 1,58 cm en la boca y el alza en cola de milano movida 60 mm hacia atrás. Una manga de cañón con riel para bayoneta de Krag y punto de mira también era una opción para el "fusil de policía".

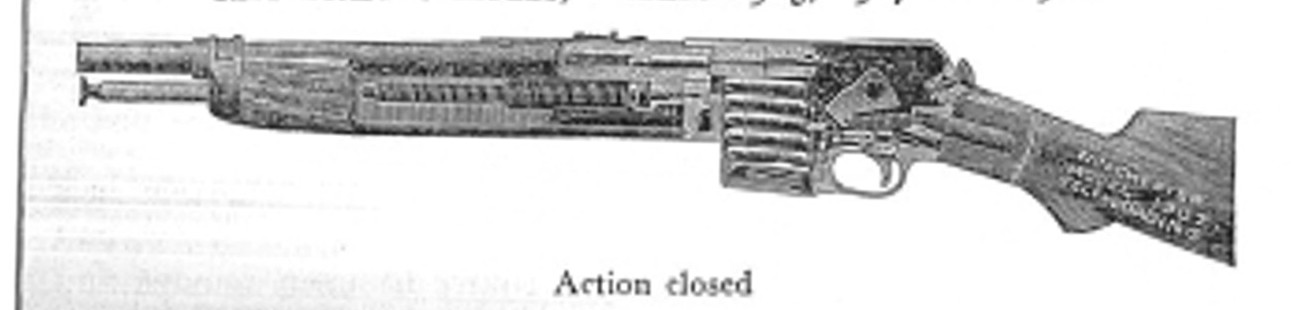
Corte esquemático del Winchester Modelo 1907.

Durante la Primera Guerra Mundial, el Ejército francés ordenó 2.800 fusiles, que luego modificaron para disparar en modo automático y duplicaron la capacidad del cargador en 1917.
A fines de la década de 1930, Winchester actualizó el Modelo 1907 con una culata y un guardamanos mucho más grueso (eliminando los problemas de grietas comunes a los modelos anteriores). El modelo más nuevo también tenía una manija de carga rediseñada que facilitaba el bloqueo del cerrojo. Al mismo tiempo, se introdujo una variante policial que tenía el riel para bayoneta del Springfield M1892 y podía usar un cargador de 20 cartuchos. Por mucho tiempo circuló en Internet la fotografía de un fusil similar en el Museo Cody de armas de fuego, con número de serie 47357 y fabricado en 1935, que era presentado como parte del "contrato francés de la Primera Guerra Mundial" y no tenía relación alguna con este.

## Patentes
El diseño básico del Modelo 1907 está protegido por la Patente USPTO n.º 681481, emitida el 27 de agosto de 1901 y asignada a Winchester por Thomas Crossley Johnson, un diseñador de armas de fuego clave para Winchester. Esta patente fue usada inicialmente para proteger el diseño del Winchester Modelo 1903 que disparaba cartuchos de percusión anular, pero terminó siendo aplicada a la serie de fusiles semiautomáticos Winchester que disparaban cartuchos de percusión central, que incluye al Modelo 1905, el Modelo 1907 y el Modelo 1910.

### Lista de patentes
- Patente USPTO n.º 681481 Winchester Modelo 1903
- Patente USPTO n.º 694157 Cargador extraíble
- Patente USPTO n.º 720698 Winchester Modelo 1905
- Patente USPTO n.º 747675 Extractor de cartucho
- Patente USPTO n.º 829215 Extremo delantero del guardamanos
- Patente USPTO n.º 834578 Amortiguador de retroceso
- Patente USPTO n.º 963444 Perno de la culata

## Historial de combate

### Estados Unidos
Según los registros de producción, el 1er Escuadrón Aéreo del Servicio Aéreo del Cuerpo de Señales del Ejército de Estados Unidos recibió 19 fusiles Modelo 1907 y 9.000 cartuchos .351 SL. El lote para el 1er Escuadrón Aéreo fue enviado a Columbus, Nuevo México, probablemente siendo empleados para armar sus aviones mientras apoyaban a la expedición punitiva del General Pershing.

### Francia
El gobierno francés inicialmente ordenó 300 fusiles Modelo 1907 en octubre de 1915 a Winchester, que pronto fueron seguidos por una orden adicional de 2.500 fusiles. Las órdenes de municiones para estos fusiles sobrepasaron el millón y medio de cartuchos .351 SL antes de 1917. Las órdenes siguientes de 1917 y 1918 resultaron en un total de 2.200 fusiles Modelo 1907. Según los registros de producción, estos fusiles fueron modificados para disparar en modo automático y equipados con bayonetas de fusil Lee M1895. Los fusiles modificados fueron designados Winchester Model 1907/17, empleaban un cargador de 15 o 20 cartuchos y tenían una cadencia de 600-700 disparos/minuto. 

### Imperio ruso
Según los registros de Winchester, el gobierno imperial ruso compró 500 fusiles Modelo 1907 y 1,5 millones de cartuchos .351 SL a través de la J.P. Morgan Company en mayo de 1916.

### Reino Unido
Según un informe interno de Winchester, fechado el 1 de noviembre de 1916, la Armería de Londres recibió 120 fusiles Modelo 1907 y 78.000 cartuchos .351 SL entre diciembre de 1914 y abril de 1916, que serían empleados por el Royal Flying Corps. Estos fusiles fueron especialmente modificados para su empleo a bordo de aeronaves, siendo destinados como armamento de los observadores aéreos.

## Uso policial
El Modelo 1907 era un fusil popular con las agencias policiales de los Estados Unidos durante su producción - especialmente en la década de 1930 cuando la policía en los Estados Unidos actualizaba sus armas de fuego por el incremento del crimen. El FBI consiguió algunos fusiles Modelo 1907 en respuesta a la masacre de Kansas City de 1933. Fue empleado por los Inspectores de patrulla de la Patrulla Fronteriza de los Estados Unidos desde fines de la década de 1920 hasta bien entrada la década de 1930.

## Usuarios
- Estados Unidos
- Francia
- Imperio ruso
- Italia
- Reino Unido